# 斯拉格精靈
《斯拉格精靈》（英語：Slugterra）是一套由托德·考夫曼和乔伊·肖创作的加拿大动画喜剧系列，于2012年9月3日至2018年8月28日在Disney XD播出。 2016年至2018年在Netflix上播放。該動畫還被改編為視頻遊戲。